# Tuomo Ylipulli
Tuomo Ylipulli   (Rovaniemi, 3 de març de 1965 - 23 de juliol de 2021) fou un saltador d'esquí finlandès que va competir durant la dècada de 1980. Era germà de Jukka Ylipulli, esquiador de combinada nòrdica, i Raimo Ylipulli, també saltador d'esquí.
Debutà a la Copa del món de salts d'esquí el desembre de 1982 a Oberstdorf i el febrer de 1983 aconseguí el seu primer podi. La seva única victòria l'aconseguí al Torneig dels Quatre Trampolins de la temporada 1986-1987 a Bischofshofen. En el seu palmarès també destaquen dues medalles d'or al Campionat del Món, el 1985 i 1987.
El 1988, a les acaballes de la seva carrera esporitva, va prendre part en els Jocs Olímpics d'Hivern de Calgary, on guanyà la medalla d'or en la prova del salt llarg per equips del programa de salt amb esquís. Formà equip amb Ari-Pekka Nikkola, Matti Nykänen i Jari Puikkonen.